# Джурин (зупинний пункт)
Джу́рин — пасажирський залізничний зупинний пункт Тернопільської дирекції Львівської залізниці на неелектрифікованій лінії Біла-Чортківська — Бучач між станціями Білобожниця (10 км) та Пишківці (9 км). Розташований в селі Джурин Чортківського району Тернопільської області.

## Пасажирське сполучення
Наразі по зупинному пункту пасажирське сполучення відсутнє.